# Підводні човни типу «Готланд»
| Підводні човни типу «Готланд» (тип А19)   | Підводні човни типу «Готланд» (тип А19)                                        | Підводні човни типу «Готланд» (тип А19)                                        |
| ----------------------------------------- | ------------------------------------------------------------------------------ | ------------------------------------------------------------------------------ |
| швед. Gotlandsklass ubåt                  |                                                                                |                                                                                |
|                                           |                                                                                |                                                                                |
| «Готланд», головний підводний човен серії |                                                                                |                                                                                |
| Під прапором                              | Швеція                                                                         | Швеція                                                                         |
| Проєкт                                    |                                                                                |                                                                                |
| Тип ПЧ                                    | Багатоцільовий ПЧ з гібридною енергетичною установкою                          | Багатоцільовий ПЧ з гібридною енергетичною установкою                          |
| Основні характеристики                    |                                                                                |                                                                                |
| Швидкість (надводна)                      | 11 вузлів                                                                      | 11 вузлів                                                                      |
| Швидкість (підводна)                      | 20 вузлів (під електродвигуном) 5 вузлів (під двигуном Стірлінга)              | 20 вузлів (під електродвигуном) 5 вузлів (під двигуном Стірлінга)              |
| Робоча глибина занурення                  | 320 м                                                                          | 320 м                                                                          |
| Екіпаж                                    | 24 осіб (5 офіцерів, 17 старшин і матросів)                                    | 24 осіб (5 офіцерів, 17 старшин і матросів)                                    |
| Розміри                                   |                                                                                |                                                                                |
| Довжина найбільша (по КВЛ)                | 60,4 м                                                                         | 60,4 м                                                                         |
| Ширина корпусу найб.                      | 6,2 м                                                                          | 6,2 м                                                                          |
| Середня осадка (по КВЛ)                   | 5,6 м                                                                          | 5,6 м                                                                          |
| Водотоннажність надводна                  | 1 494 т                                                                        | 1 494 т                                                                        |
| Озброєння                                 |                                                                                |                                                                                |
| Торпедно- мінне озброєння                 | 6 533-мм ТА (12 торпед тип 613), 2 400-мм ТА (6 торпед тип 431/451) або 12 мін | 6 533-мм ТА (12 торпед тип 613), 2 400-мм ТА (6 торпед тип 431/451) або 12 мін |
| Зображення на Вікісховищі                 |                                                                                |                                                                                |

Підводні човни типу «Го́тланд» (швед. Gotlandsklass ubåt, англ. Gotland class submarines) — тип сучасних багатоцільових підводних човнів ВМС Швеції  з гібридною дизель-стірлінг-електричною енергетичною установкою. Перші в світі серійні підводні човни, в яких як двигун підводного ходу використаний повітрянонезалежний двигун Стірлінга. Вважаються одним з найкращих проєктів неатомних підводних човнів у світі.

## Концепція
Сучасний досвід експлуатації традиційних дизель-електричних підводних човнів довів, що бойова ефективність дизельних підводних човнів до певної міри знецінюється через необхідність періодичної підзарядки акумуляторних батарей, що знижує скритність їх дій і підвищує ймовірність виявлення противником. Так, дизельні підводні човни щодоби витрачають від двох до п'яти годин на підзарядку батарей. Проблема збільшення тривалості підводного плавання, що виключає необхідність частого підспливання для зарядки акумуляторів, більшістю країн вирішується завдяки застосуванню анаеробних енергетичних установок, використання яких значно збільшує час автономності неатомних ПЧ. В останнє десятиліття XX століття в Німеччині і Франції були створені, пройшли випробування і почали серійно випускатися анаеробні енергетичні установки на основі електрохімічних генераторів і парогазових турбін. Однак найбільшої ефективності досяг шведський концерн Kockums Submarin Systems, який за основу анаеробної установки обрав двигун Стірлінга.
Двигуни Стірлінга V4-275R, які використовувалися як допоміжні енергетичні установки для економічного підводного ходу, вперше були встановлені в ході модернізації на французькому підводному човні «Сага» і шведському «Неккен» типу А14. Встановлення двох двигунів Стірлінга потужністю по 110 кВт кожний, дозволило збільшити підводну автономність «Неккен» до 14 діб. Ефективне використання двигуна Стірлінга на ПЧ «Неккен» стало передумовою для будівництв серійних підводних човнів з анаеробною установкою, яким і стали човни типу «Готланд» (тип А19). За проєктом, енергетична установка підводних човнів включала звичайні дизелі і два двигуни Стірлінга V4-275R Mk 2 потужністю по 75 кВт кожний. Застосування двигунів Стірлінга збільшило автономність підводного човна до 15 діб.

## Історія проєктування і будівництва
Підводні човни типу «Готланд» (інша назва — тип А19) спроєктовані в 1985–1990 роках шведським концерном Kockums Submarin Systems, як універсальні субмарини, здатні виконувати будь-які завдання підводного флоту. За основу проєкту було взято ПЧ типу «Седерманланд». Контракт з компанією Kockums на виробництво трьох субмарин класу «Готланд» уряд Швеції підписав у 1990 році. Човни будувалися на верфі у Мальме. Головний ПЧ «Готланд» був прийнятий на озброєння ВМС Швеції у 1996 році, два інші — у 1997-му:
| Найменування    | Код | Дата закладки     | Спуск на воду   | Ввід в експлуатацію |
| --------------- | --- | ----------------- | --------------- | ------------------- |
| Готланд Gotland | Gtd | 20 листопада 1992 | 2 лютого 1995   | 2 вересня 1996      |
| Апланд Uppland  | Upd | 14 січня 1994     | 9 лютого 1996   | 1 травня 1997       |
| Хеланд Halland  | Hnd | 21 жовтня 1994    | 27 вересня 1996 | 1 жовтня 1997       |

## Особливості проєкту
Крім застосування гібридної дизель-стірлінг-електричної енергетичної установки, човен має низку конструктивних особливостей, які покликані знизити рівень власних шумів та збільшити непомітність ПЧ. Усі суднові механізми звукоізольовані і встановлені на спеціальні гумові демпфери для зниження рівня вібрацій і шумів. Форма корпусу і спеціальні покриття покликані зменшити власні гідродинамічні шуми, інфрачервоне випромінювання і площу відбиття при опроміненні активними ГАС. У поєднанні з практично безшумною роботою генератора Стірлінга і низькообертовим аби запобігти кавітації гребним гвинтом, човни дуже важко виявити під водою, особливо в їх основному районі застосування — Балтійському морі. Конструкція корпусу і X-подібна форма рулів забезпечують підводному човну добру маневреність. X-подібні кормові рулі разом двома рубковими рулями забезпечують високу маневреність на малих ходах в безпосередній близькості до дна. суднова автоматика і комп'ютерне управління стерном дозволяє одному оператору управляти підводним човном по глибині і курсу.
На борту підводного човна встановлена найсучасніша електроніка. Універсальний ГАК здатний визначати тип цілі, її курс, швидкість і місце знаходження. Система виявлення цілі і система управління вогнем управляються єдиною АСУ, яка може самостійно здійснювати наведення декількох торпед одночасно, а при необхідності управління ними може переводитися в ручний режим на три спеціально обладнаних пульти.

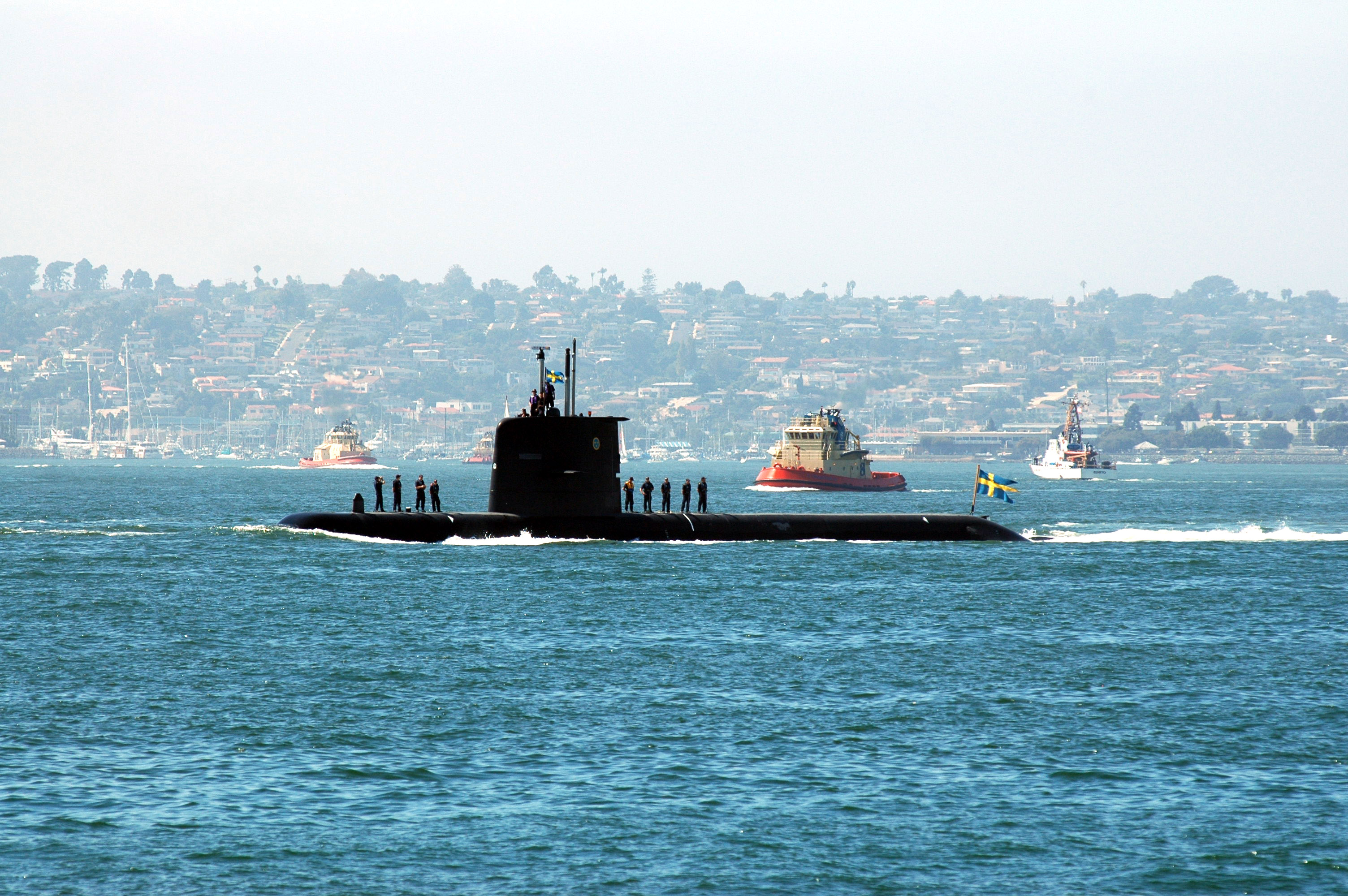
ПЧ «Готланд» в гавані Сан-Дієго. 1 жовтня 2005 року.

ПЧ має на озброєнні чотири 533-мм торпедні апарати з важкими протикорабельними торпедами Bofors Underwater Systems Type 613 з масою бойової частин 240 кг здатними уражати цілі на дистанції до 20 км і два 400-мм торпеді апарати з легкими протичовновими торпедами Bofors Underwater Systems Type 43.

## Досвід експлуатації, модернізація
У 2000 році під час міжнародних навчань в Атлантиці підводний човен «Хеланд» умовно знищив іспанський дизель-електричний підводний човен, а також французький атомний ПЧ. У 2005 році «Готланд» взяли в лізинг ВМС США. Субмарину планувалося використовувати для відпрацювання протичовнових операцій кораблями американського флоту. Човен був приписаний до ВМБ Сан-Дієго (штат Каліфорнія), де дислокується Командування протичовнової оборони. У 2007 році в ході двосторонніх навчань «Готланд» «потопив» американський атомний авіаносець «Рональд Рейган» типу «Німіц».
У 2010 році шведське Агентство з матеріального забезпечення армії (FMV) уклало контракт з компанією Kockums, в рамках якого до кінця 2014 року має бути проведено модернізацію (MLU — Mid-Life Upgrade) двох човнів серії — «Апланд» і «Хеланд». В ході модернізації підводні човни були оснащені новими системами навігації, показу і обміну інформацією — на них замість БІУС SESUB 940 встановлена SESUB 960B. Крім того, на один з човнів має бути встановлений гідроакустичний комплекс SUBAC з гідролокатором SeaBat 7125. Заміна двигунів «Стірлінг» Mk 2 на Mk 3 має значно збільшити підводну автономність кораблів.